# Polierfliegen

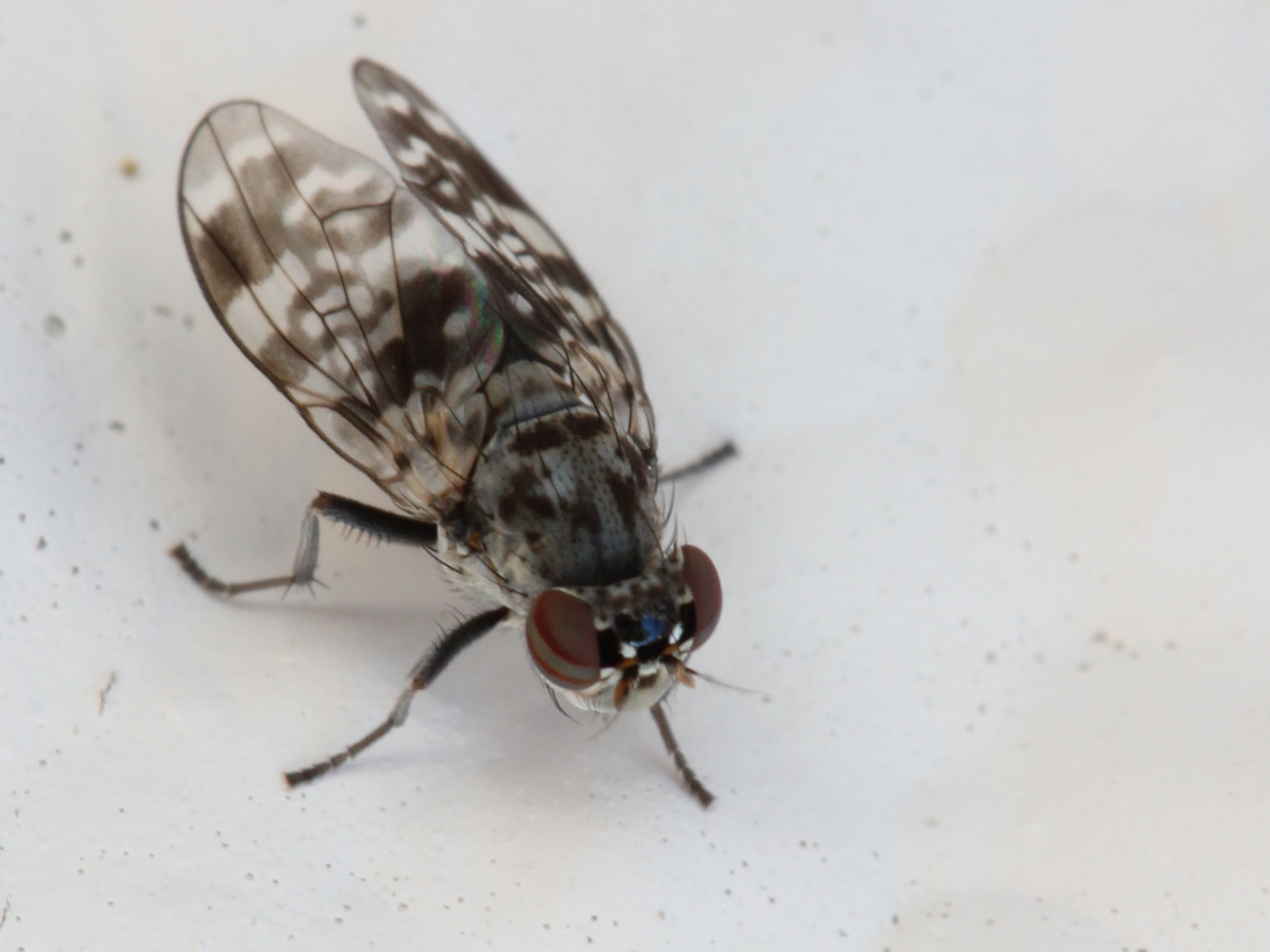
Cestrotus sp.

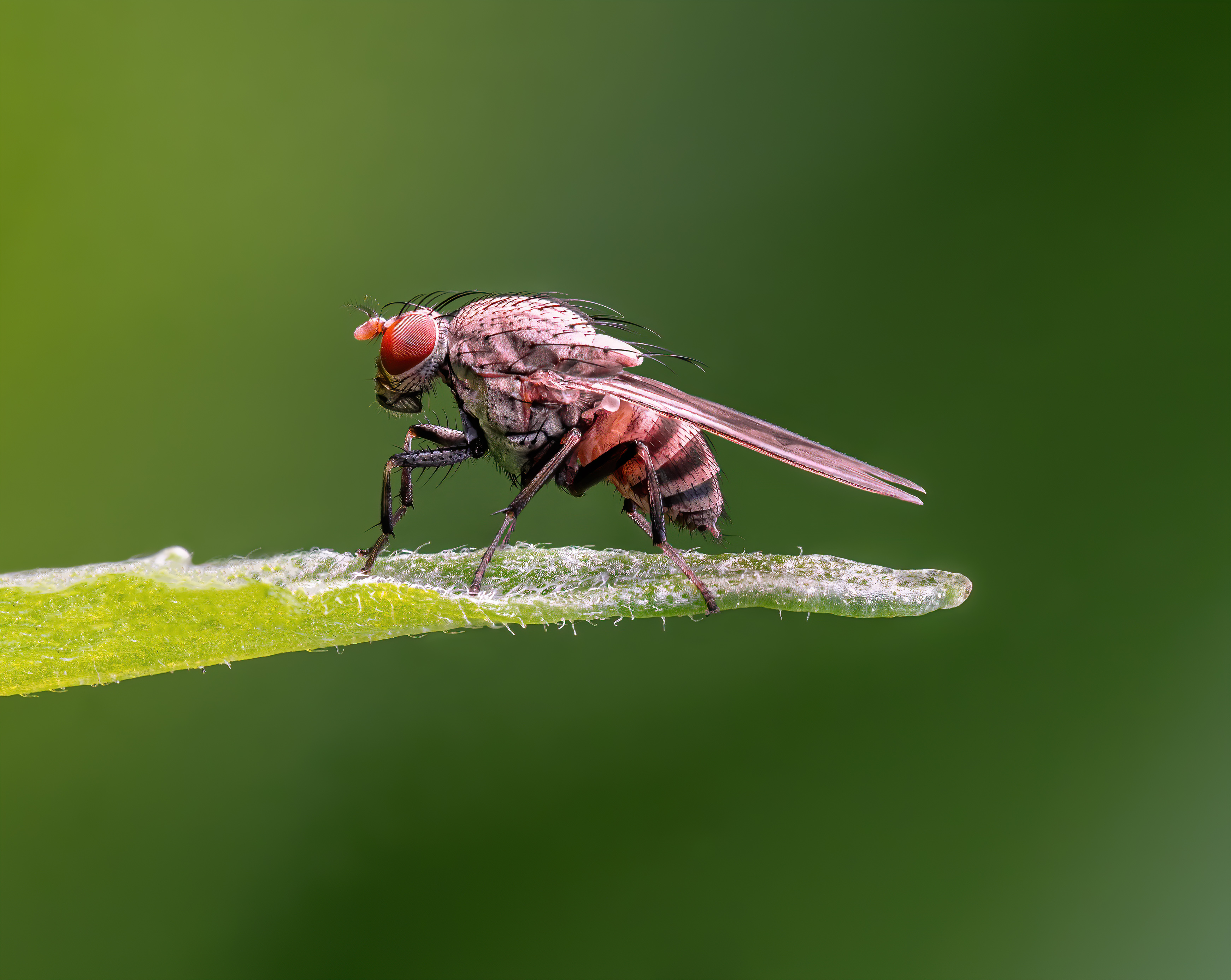
Minettia sp.

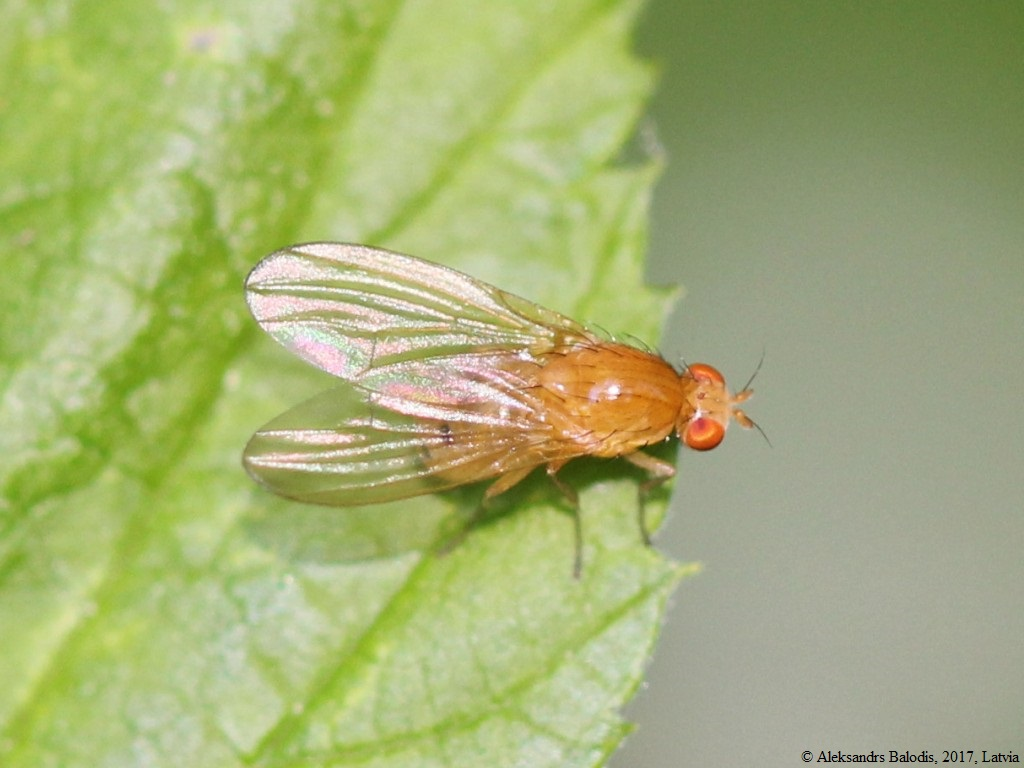
Sapromyza sexpunctata

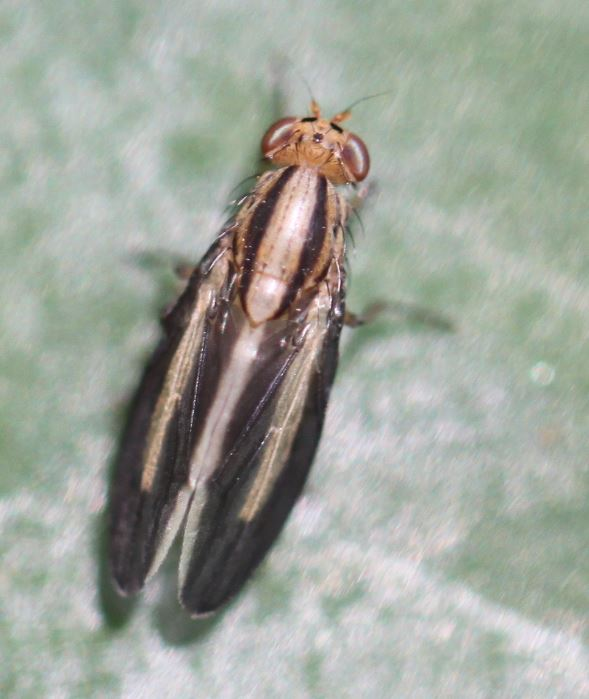
Peplomyza discoidea

Die Polierfliegen (Lauxaniidae), auch als Faulfliegen bezeichnet, sind eine Familie der Fliegen (Brachycera). Weltweit kommen ca. 1900 Arten in 170 Gattungen vor. Die Polierfliegen sind fast auf der ganzen Welt vertreten. Am artenreichsten ist die Familie in den Tropen Asiens und Amerikas.

## Merkmale
Es handelt sich bei den Polierfliegen um überwiegend kleine Fliegen mit Körperlängen von 6 mm oder darunter. Die Fliegen sind meist gelbbraun oder schwarz gefärbt. Die Flügel sind gewöhnlich transparent und klar. Es gibt jedoch auch Ausnahmen wie die Gattung Homoneura, die gemusterte Flügel aufweist. Die Facettenaugen sind bei vielen Arten irisierend rötlich oder grünlich schimmernd. Die Polierfliegen unterscheiden sich von verwandten Familien durch deren vollständige Subcosta. Die oralen Tasthaare fehlen gewöhnlich. Die postvertikalen Borsten divergieren.

## Lebensweise
Die Fliegen sind waldgebunden. Sie bevorzugen feuchte Wälder als Lebensraum. Die saprophagen Larven entwickeln sich in faulendem Holz oder in Detritus. Einige Larven bilden in herabgefallenen Blättern Minen, andere bilden Gallen in den Blütenköpfen von Veilchen.

## Arten in Europa
In Europa kommen 138 Arten in 17 Gattungen vor.
- Aulogastromyia anisodactyla
- Calliopum aeneum
- Calliopum ceianui
- Calliopum elisae
- Calliopum geniculatum
- Calliopum hispanicum
- Calliopum oosterbroki
- Calliopum simillimum
- Calliopum splendidum
- Calliopum tripodium
- Cnemacantha muscaria
- Eusapromyza balioptera
- Eusapromyza multipunctata
- Eusapromyza poeciloptera
- Homoneura bergenstammi
- Homoneura biumbrata
- Homoneura canariensis
- Homoneura chelis
- Homoneura christophi
- Homoneura consobrina
- Homoneura dilecta
- Homoneura ericpoli
- Homoneura hospes
- Homoneura interstincta
- Homoneura kortzasi
- Homoneura lamellata
- Homoneura licina
- Homoneura limnea
- Homoneura mediospinosa
- Homoneura minor
- Homoneura modesta
- Homoneura notata
- Homoneura octostriata
- Homoneura patelliformis
- Homoneura remmi
- Homoneura tenera
- Homoneura tesquae
- Homoneura thalhammeri
- Homoneura transversa
- Lauxania albomaculata
- Lauxania bilobata
- Lauxania cylindricornis
- Lauxania minor
- Lauxania siciliana
- Lyciella affinis
- Lyciella compsella
- Lyciella conjugata
- Lyciella decempunctata
- Lyciella decipiens
- Lyciella emarginata
- Lyciella illota
- Lyciella laeta
- Lyciella mihalyii
- Lyciella platycephala
- Lyciella rorida
- Lyciella subfasciata
- Lyciella vittata
- Minettia andalusiaca
- Minettia austriaca
- Minettia biseriata
- Minettia bulgarica
- Minettia cantolraensis
- Minettia dedecor
- Minettia desmometopa
- Minettia fasciata
- Minettia filia
- Minettia filippovi
- Minettia flavipalpis
- Minettia flaviventris
- Minettia graeca
- Minettia helvola
- Minettia inusta
- Minettia loewi
- Minettia longipennis
- Minettia longiseta
- Minettia lupulina
- Minettia martineki
- Minettia muricata
- Minettia plumicheta
- Minettia plumicornis
- Minettia punctiventris
- Minettia rivosa
- Minettia styriaca
- Minettia subvittata
- Minettia suillorum
- Minettia tetrachaeta
- Minettia tinctiventris
- Minettia tubifer
- Minettia tunisica
- Mycterella jovis
- Pachycerina alpicola
- Pachycerina pulchra
- Pachycerina seticornis
- Paroecus signatipes
- Paroecus simplicipes
- Peplomyza dejongi
- Peplomyza discoidea
- Peplomyza intermedia
- Peplomyza litura
- Prosopomyia pallida
- Pseudolyciella pallidiventris
- Pseudolyciella stylata
- Pseudolyciella subpallidiventris
- Sapromyza albiceps
- Sapromyza albuliceps
- Sapromyza amabilis
- Sapromyza apicalis
- Sapromyza basalis
- Sapromyza bisigillata
- Sapromyza gozmanyi
- Sapromyza halidayi
- Sapromyza hyalinata
- Sapromyza intonsa
- Sapromyza mikii
- Sapromyza multiseriata
- Sapromyza nitida
- Sapromyza obesa
- Sapromyza obsoleta
- Sapromyza obsuripennis
- Sapromyza opaca
- Sapromyza palpella
- Sapromyza schnabli
- Sapromyza setiventris
- Sapromyza sexpunctata
- Sapromyza simplicior
- Sapromyza tuberculosa
- Sapromyza ultima
- Sapromyza unizona
- Sapromyza viciespunctata
- Sapromyza zetterstedti
- Sapromyzosoma cabrilensis
- Sapromyzosoma laevatrispina
- Sapromyzosoma parallela
- Sapromyzosoma quadricincta
- Sapromyzosoma quadripunctata
- Sapromyzosoma senilis
- Tricholauxania praeusta
- Trigonometopus frontalis

## Außereuropäische Arten (Auswahl)
- Breitkopffliege (Eurychoromyia mallea)